# Evelyn McDonnell

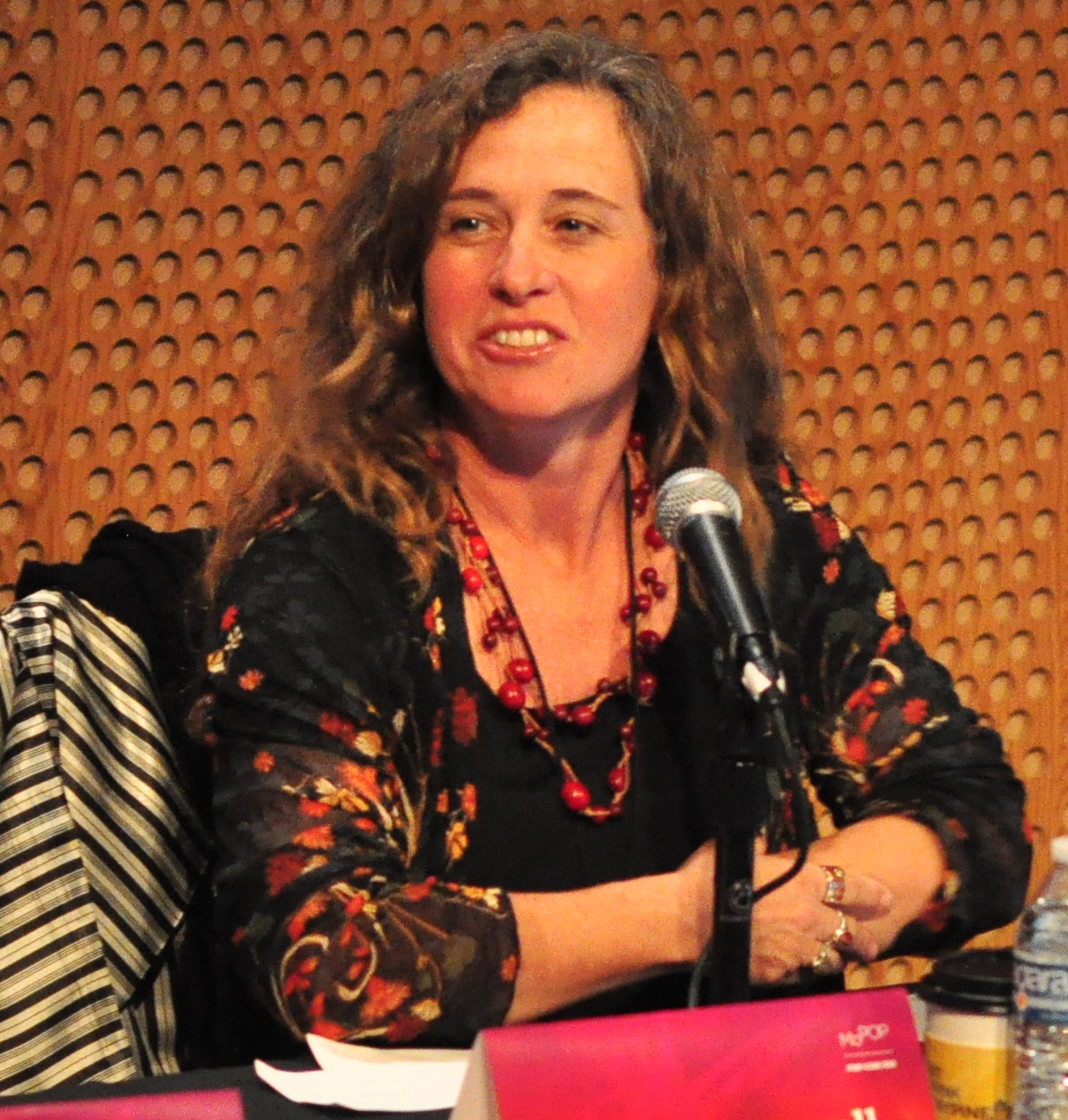
Evelyn McDonnell in Seattle (Washington) 2019

Evelyn McDonnell (* 1964 in Glendale (Wisconsin)) ist eine US-amerikanische Hochschullehrerin und Autorin zu gesellschaftlichen Themen wie Popkultur, Pop- und Rockmusik. Sie ist Professorin für Journalismus und Neue Medien an der Loyola Marymount University (LMU) in Los Angeles.

## Leben
Evelyn McDonnell wurde als Tochter „Stadtumland-bohèmer Eltern“ in Glendale, einer Stadt im Milwaukee County von Wisconsin geboren und wuchs mit ihrem Bruder Brett in Beloit (Wisconsin) auf. Hier besuchte sie die Morgan Elementary School und schloss 1982 an der Beloit Memorial High School ab. Darauf studierte sie an der Brown University in Providence (Rhode Island) Amerikanistik und schloss hier 1986 mit magna cum laude als Bachelor of Arts ab. Während ihres Studiums schrieb sie bereits für die Zeitung The Newspaper in Providence. In den frühen 1990er-Jahren schrieb McDonnell freiberuflich Artikel über Musik, Poesie, Theater und Kultur für Publikationen wie Los Angeles Times, Rolling Stone, The Guardian, Spin, Ms., The New York Times, Billboard, Travel & Leisure, Us, Vibe, Interview, Black Book oder Option.
Sie war zudem als Redaktionsleiterin der damaligen Website moli.com, Popkultur-Autorin beim Miami Herald, leitende Redakteurin bei The Village Voice und stellvertretende Redakteurin bei SF Weekly tätig. Im Jahr 1998 war sie Co-Leiterin der Konferenz Stars Don’t Stand Still in the Sky: Music and Myth im Dia Center for the Arts in New York. Zudem war sie Verlegerin und Herausgeberin der Magazine Ok Go Now und Resister. Im Jahr 1996 gewann McDonnell den Music Journalism Award für den besten Beitrag in einem nationalen Magazin. Ihre 2004 im Miami Herald erschienene Reportage Hip-Hop-Cops erreichte im Wettbewerb der South Florida Black Journalists Association den ersten Platz in der Rubrik Unternehmensberichterstattung. 2004 und 2005 belegte sie den zweiten Platz bei den Sunshine State Awards der Society of Professional Journalists.
2009 erhielt sie ein Stipendium für ein Theater- und Musicalstudium am NEA Arts Journalism Institute. Ebenfalls 2009 wurde ihr ein Annenberg-Stipendium zuerkannt, mit dem sie an der University of Southern California in Los Angeles Fachjournalismus und Kunst studierte und mit einem Master-Titel sowie einer Aufnahme in die Ehrengesellschaft Phi Kappa Phi abschloss. Seit 2010 unterrichtet sie Journalismus an der Loyola Marymount University in Los Angeles.
Sie ist Autorin oder Herausgeberin folgender Bücher:
- Rock She Wrote: Women Write About Rock, Pop, and Rap (als Herausgeberin, mit Ann Powers), Dell, 1995, ISBN 0-85965-233-5.
- Rent by Jonathan Larsen (mit Jonathan Larson und Katherine Silberger), Rob Weisbach Books/William Morrow, Mai 1997, ISBN 0-68815-437-9.
- Stars Don’t Stand Still in the Sky : Music and Myth (als Herausgeberin, mit Karen Kelly), NYU Press, Dezember 1998, ISBN 0-81474-727-2.
- Army of She: Icelandic, Iconoclastic, Irrepressible Björk, AtRandom, August 2001, ISBN 0-81299-150-8.
- Mamarama: A Memoir of Sex, Kids, and Rock ’n’ Roll, DeCapo Press April 2009, ISBN 0-73821-107-9.
- Queens of Noise: The Real Story of the Runaways, De Capo Press, Juni 2013, ISBN 0-73821-107-9.
- Women Who Rock: Bessie to Beyoncé, Girl Groups to Riot Grrrl (als Herausgeberin), Black Dog & Leventhal, Oktober 2019, ISBN 0-31655-887-7.

McDonnell lebt in San Pedro (Ortsteil von Los Angeles) mit ihrem Mann Bud, der zwei erwachsene Töchter (Karlie und Kenda) in die Beziehung einbrachte. Der Verbindung entstammt der gemeinsame Sohn Cole.

## Rezeption
Erica Schickel von der Los Angeles Times meinte 2007, dass Evelyn McDonnell mit ihrer Arbeit „half, eine neue Art von Feminismus für ihre Generation zu schmieden.“